# ماري لويز من هسن-كاسل
ماري لويز أميرة هسن-كاسل (7 فبراير 1688 - 9 أبريل 1765)؛ هي أميرة أورانيا القرينة بعد زواجها من يوهان فيليم فريزو أمير أورانيا، ووصية على عرش هولندا خلال فترة صغر ابنها وحفيدها، هي ابنة كارل الأول، لاندغراف هسن-كاسل وماريا أماليا من كورلاند، أصبح شقيقها الأكبر فريدريك ملكاً على السويد.
منذ أواخر الحرب العالمية الثانية في عام 1945، أصبحت ماري لويز بجانب زوجها أحدث سلفّا مشتركا لجميع الملوك الحكام في أوروبا.
اشتهرت ماري لويز باعتبارها الوصية على العرش في فترتين في التاريخ الهولندي: خلال عهد ابنها فيليم الرابع أمير أورانيا منذ عام 1711 حتى عام 1730، وحفيدها فيليم الخامس أمير أورانيا منذ عام 1759 حتى وفاتها في عام 1765، وكان يُشار إليها غالبًا بمودة باسم ماريجكي ميو (أي. العمة ماري) من قبل رعاياها الهولنديين.